# Barry Meyer
Barry M. Meyer (né à New York) est un producteur de télévision et chef d'entreprise américain, actuellement CEO de la Warner Bros. Pictures.

## Biographie
Barry Meyer est né à New York dans une famille juive ; il a fait des études de droit.